# Quarterback titolari degli Arizona Cardinals
Questi quarterback sono partiti come titolari per gli Arizona Cardinals della National Football League. Sono inseriti in ordine di data a partire dalla prima partenza come titolari nei Cardinals.

## Quarterback titolari
Lista di tutti i quarterback titolari degli Arizona Cardinals. Il numero tra parentesi indica il numero di gare da titolare giocate nella stagione:

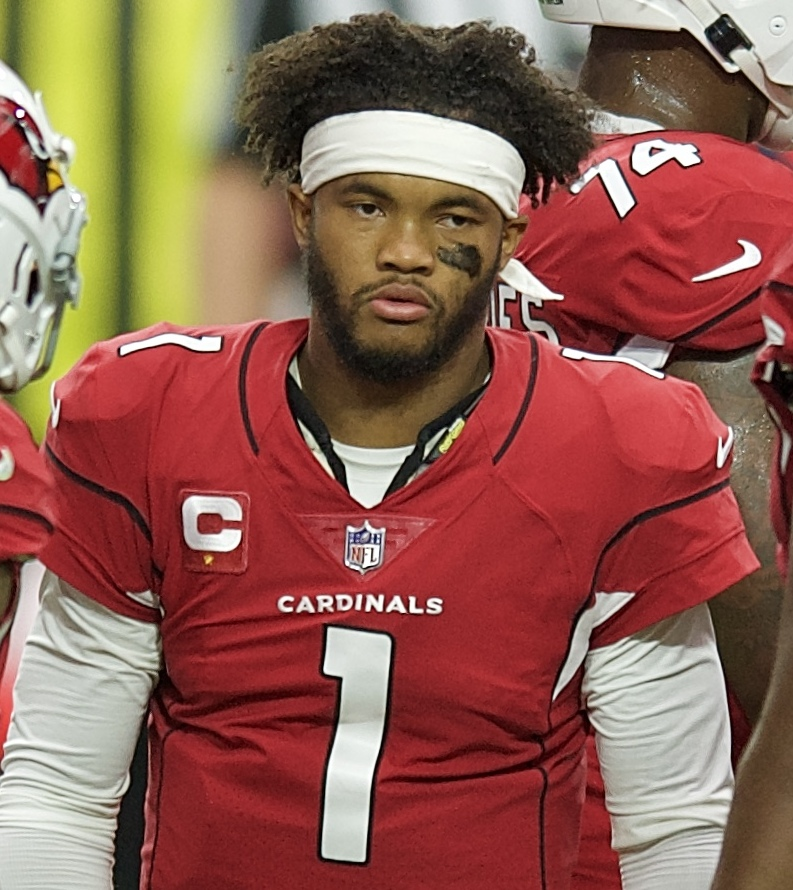
Kyler Murray, 2019-presente

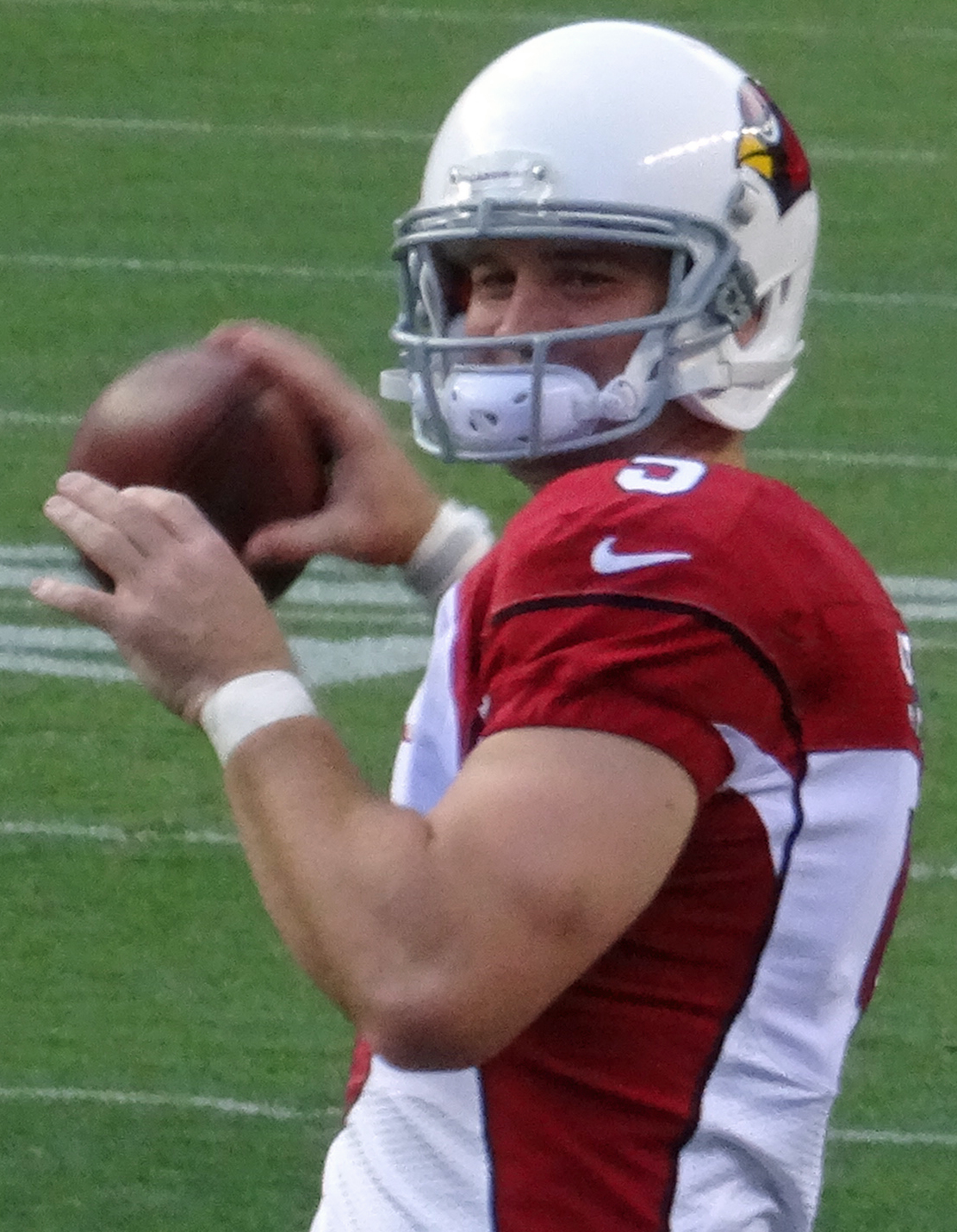
Drew Stanton, 2014-2017

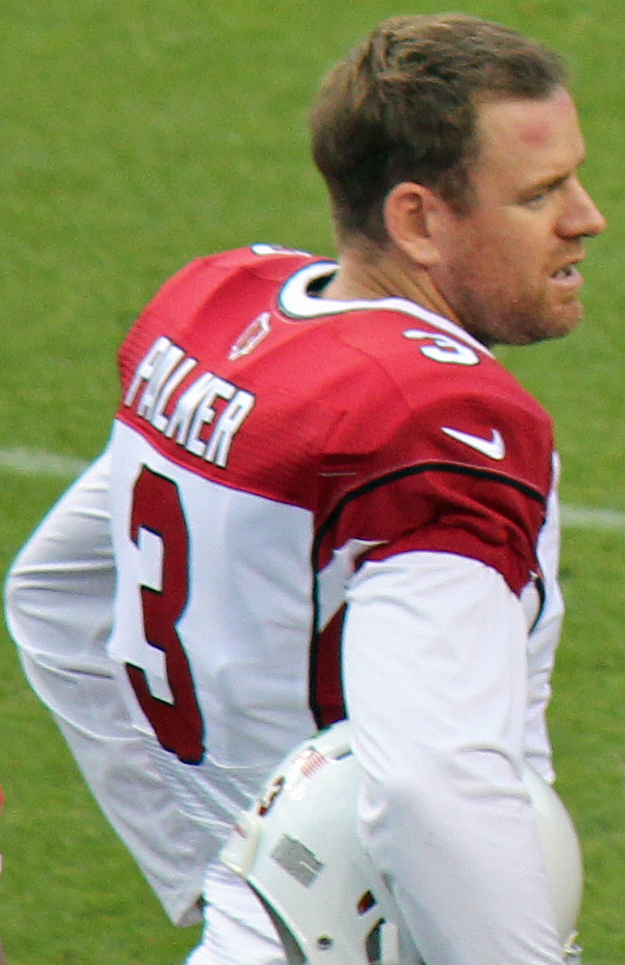
Carson Palmer, 2013-2017

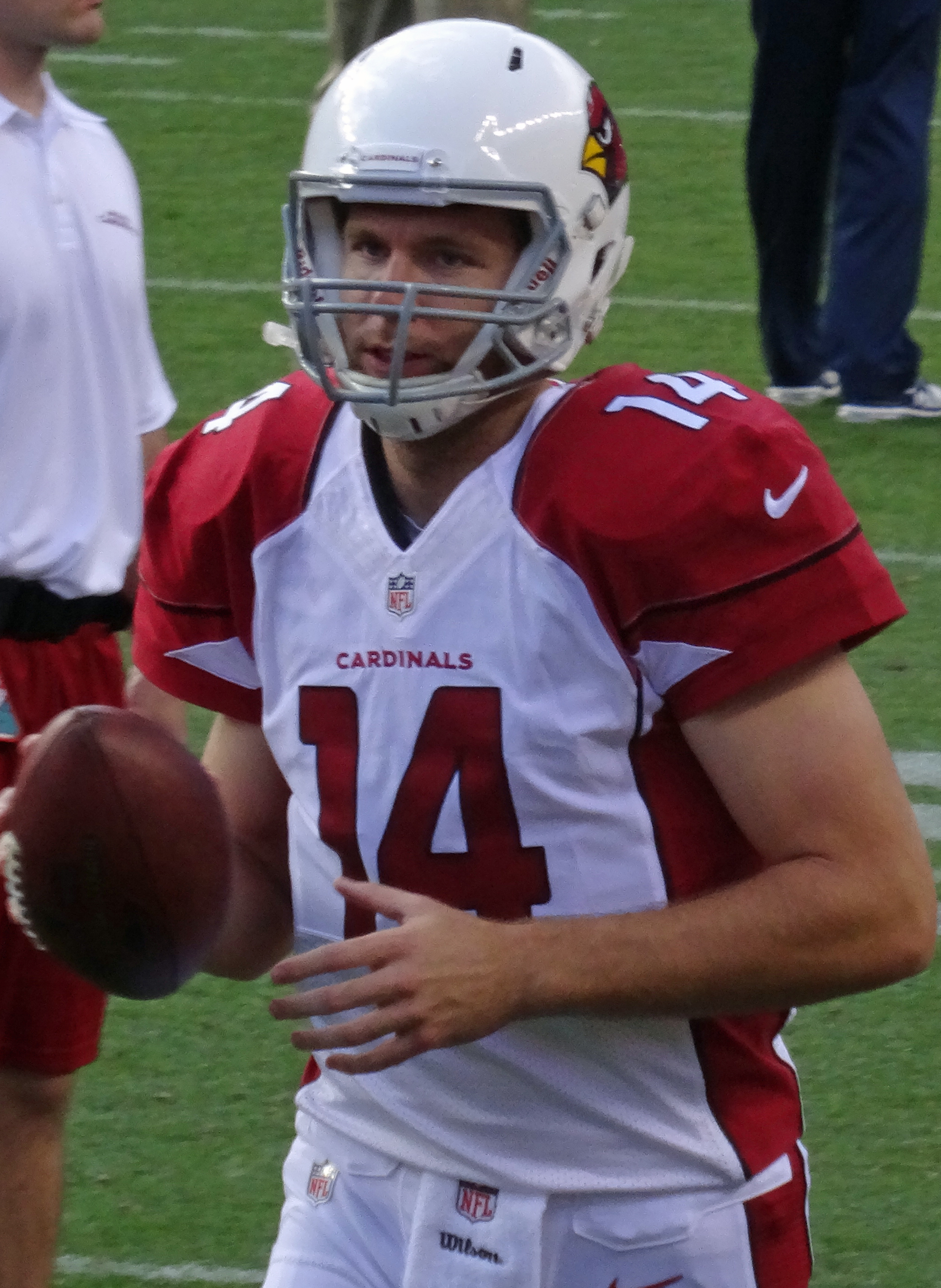
Ryan Lindley, 2012-2014

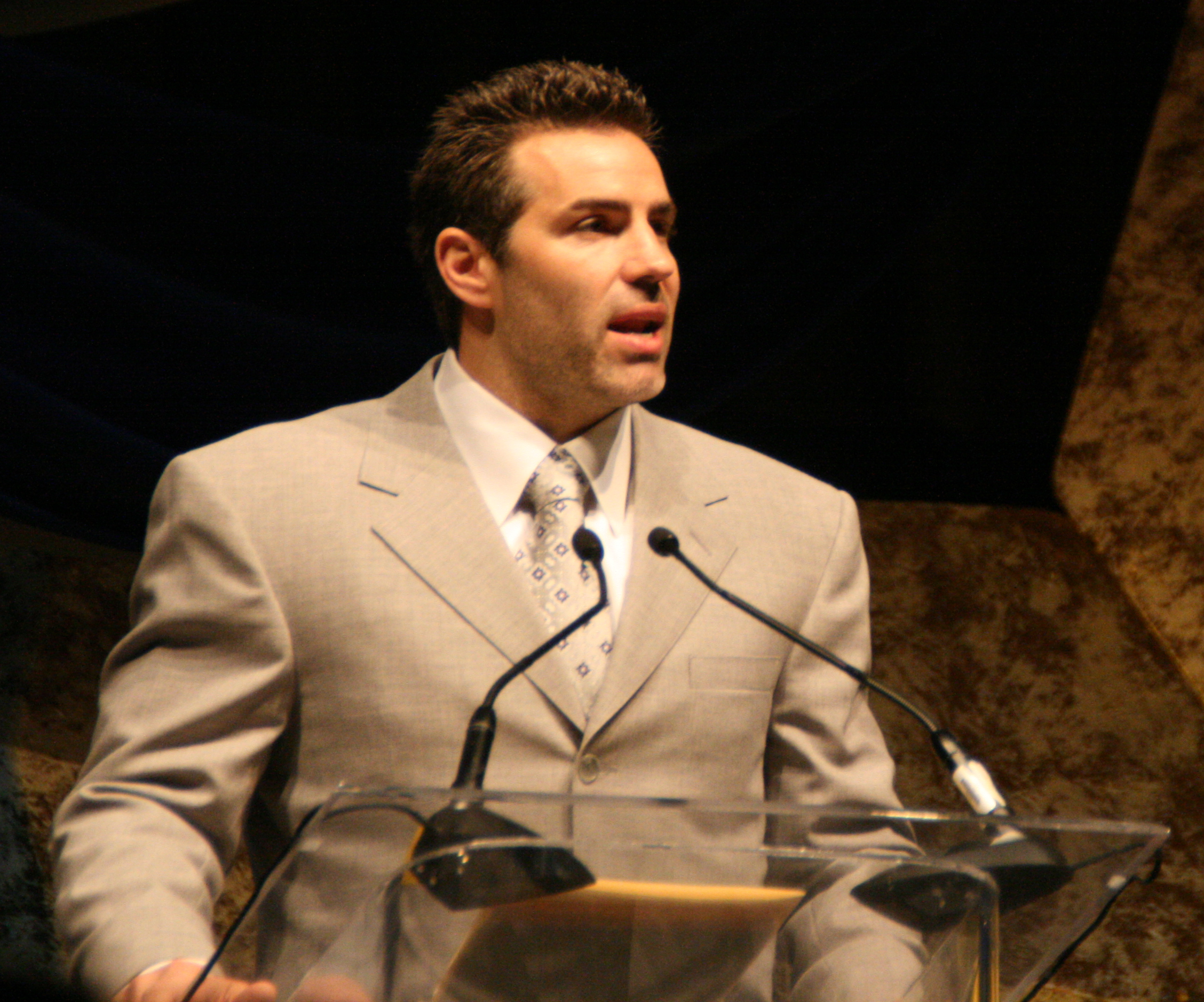
Kurt Warner 2005-2009

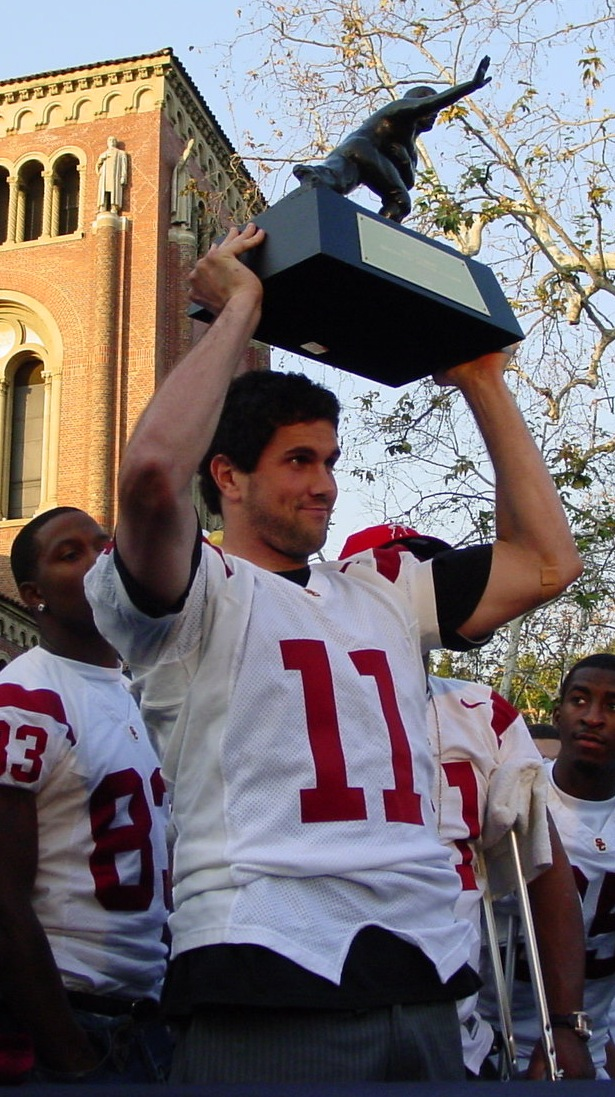
Matt Leinart 2006-2009

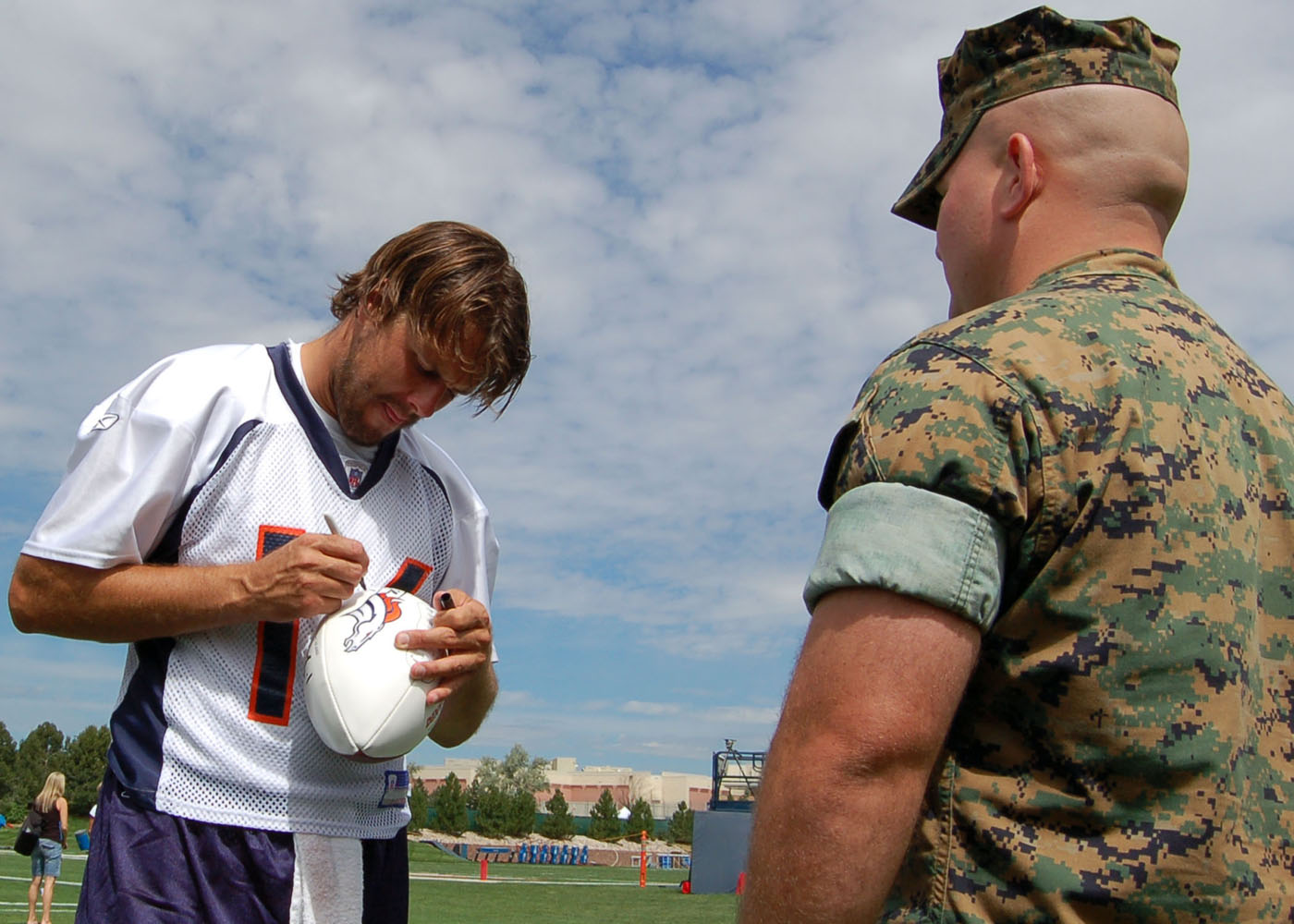
Jake Plummer 1997-2002

| Anno                          | Stagione regolare                                                      | Playoff            | Note   |
| ----------------------------- | ---------------------------------------------------------------------- | ------------------ | ------ |
| Arizona Cardinals dal 1994    |                                                                        |                    |        |
| 2019                          | Kyler Murray (16)                                                      |                    |        |
| 2018                          | Josh Rosen (13) / Sam Bradford (3)                                     |                    |        |
| 2017                          | Carson Palmer (7) / Drew Stanton (4) / Blaine Gabbert (5)              |                    |        |
| 2016                          | Carson Palmer (15) / Drew Stanton (1)                                  |                    | [ 1 ]  |
| 2015                          | Carson Palmer (16)                                                     | Carson Palmer (2)  | [ 2 ]  |
| 2014                          | Carson Palmer (6) / Drew Stanton (8) Ryan Lindley (2)                  |                    | [ 3 ]  |
| 2013                          | Carson Palmer (16)                                                     |                    | [ 4 ]  |
| 2012                          | John Skelton (6) / Kevin Kolb (5) / Ryan Lindley (4) / Brian Hoyer (1) |                    | [ 5 ]  |
| 2011                          | Kevin Kolb (9) / John Skelton (7)                                      |                    | [ 6 ]  |
| 2010                          | Derek Anderson (9) / John Skelton (4) / Max Hall (3)                   |                    | [ 7 ]  |
| 2009                          | Kurt Warner (15) / Matt Leinart (1)                                    | Kurt Warner (2)    | [ 8 ]  |
| 2008                          | Kurt Warner (16)                                                       | Kurt Warner (4)    | [ 9 ]  |
| 2007                          | Kurt Warner (11) / Matt Leinart (5)                                    |                    | [ 10 ] |
| 2006                          | Matt Leinart (11) / Kurt Warner (5)                                    |                    | [ 11 ] |
| 2005                          | Kurt Warner (10) / Josh McCown (6)                                     |                    | [ 12 ] |
| 2004                          | Josh McCown (13) / Shaun King (2) / John Navarre (1)                   |                    | [ 13 ] |
| 2003                          | Jeff Blake (13) / Josh McCown (3)                                      |                    | [ 14 ] |
| 2002                          | Jake Plummer (16)                                                      |                    | [ 15 ] |
| 2001                          | Jake Plummer (16)                                                      |                    | [ 16 ] |
| 2000                          | Jake Plummer (14) / Dave Brown (2)                                     |                    | [ 17 ] |
| 1999                          | Jake Plummer (11) / Dave Brown (5)                                     |                    | [ 18 ] |
| 1998                          | Jake Plummer (16)                                                      | Jake Plummer (2)   | [ 19 ] |
| 1997                          | Jake Plummer (9) / Kent Graham (6) / Stoney Case (1)                   |                    | [ 20 ] |
| 1996                          | Boomer Esiason (8) / Kent Graham (8)                                   |                    | [ 21 ] |
| 1995                          | Dave Krieg (16)                                                        |                    | [ 22 ] |
| 1994                          | Jay Schroeder (8) / Steve Beuerlein (7) / Jim McMahon (1)              |                    | [ 23 ] |
| Phoenix Cardinals 1988-1993   |                                                                        |                    |        |
| 1993                          | Steve Beuerlein (14) / Chris Chandler (2)                              |                    | [ 24 ] |
| 1992                          | Chris Chandler (13) / Timm Rosenbach (3)                               |                    | [ 25 ] |
| 1991                          | Tom Tupa (11) / Stan Gelbaugh (3) / Chris Chandler (2)                 |                    | [ 26 ] |
| 1990                          | Timm Rosenbach (16)                                                    |                    | [ 27 ] |
| 1989                          | Gary Hogeboom (13) / Tom Tupa (2) / Timm Rosenbach (1)                 |                    | [ 28 ] |
| 1988                          | Neil Lomax (14) / Cliff Stoudt (2)                                     |                    | [ 29 ] |
| St. Louis Cardinals 1960-1987 |                                                                        |                    |        |
| 1987                          | Neil Lomax (12) / Shawn Halloran (2) / Sammy Garza (1)                 |                    | [ 30 ] |
| 1986                          | Neil Lomax (14) / Cliff Stoudt (2)                                     |                    | [ 31 ] |
| 1985                          | Neil Lomax (16)                                                        |                    | [ 32 ] |
| 1984                          | Neil Lomax (16)                                                        |                    | [ 33 ] |
| 1983                          | Neil Lomax (13) / Jim Hart (3)                                         |                    | [ 34 ] |
| 1982                          | Neil Lomax (9)                                                         | Neil Lomax (1)     | [ 35 ] |
| 1981                          | Jim Hart (9) / Neil Lomax (7)                                          |                    | [ 36 ] |
| 1980                          | Jim Hart (15) / Mike Loyd (1)                                          |                    | [ 37 ] |
| 1979                          | Jim Hart (13) / Steve Pisarkiewicz (3)                                 |                    | [ 38 ] |
| 1978                          | Jim Hart (15) / Steve Pisarkiewicz (1)                                 |                    | [ 39 ] |
| 1977                          | Jim Hart (14)                                                          |                    | [ 40 ] |
| 1976                          | Jim Hart (14)                                                          |                    | [ 41 ] |
| 1975                          | Jim Hart (14)                                                          | Jim Hart (1)       | [ 42 ] |
| 1974                          | Jim Hart (14)                                                          | Jim Hart (1)       | [ 43 ] |
| 1973                          | Jim Hart (12) / Gary Keithley (2)                                      |                    | [ 44 ] |
| 1972                          | Gary Cuozzo (6) / Tim Van Galder (5) / Jim Hart (2)                    |                    | [ 45 ] |
| 1971                          | Jim Hart (9) / Pete Beathard (5)                                       |                    | [ 46 ] |
| 1970                          | Jim Hart (14)                                                          |                    | [ 47 ] |
| 1969                          | Charley Johnson (9) / Jim Hart (5)                                     |                    | [ 48 ] |
| 1968                          | Jim Hart (12) / Charley Johnson (2)                                    |                    | [ 49 ] |
| 1967                          | Jim Hart (14)                                                          |                    | [ 50 ] |
| 1966                          | Charley Johnson (9) / Terry Nofsinger (5)                              |                    | [ 51 ] |
| 1965                          | Charley Johnson (11) / Buddy Humphrey (3)                              |                    | [ 52 ] |
| 1964                          | Charley Johnson (14)                                                   |                    | [ 53 ] |
| 1963                          | Charley Johnson (14)                                                   |                    | [ 54 ] |
| 1962                          | Charley Johnson (10) / Sam Etcheverry (4)                              |                    | [ 55 ] |
| 1961                          | Sam Etcheverry (7) / Ralph Guglielmi (7)                               |                    | [ 56 ] |
| 1960                          | John Roach (10) / King Hill (1) / George Izo (1)                       |                    | [ 57 ] |
| Chicago Cardinals 1920-1959   |                                                                        |                    |        |
| 1959                          | King Hill (11) / John Roach (1)                                        |                    | [ 58 ] |
| 1958                          | Lamar McHan (9) / M.C. Reynolds (3)                                    |                    | [ 59 ] |
| 1957                          | Lamar McHan (12)                                                       |                    | [ 60 ] |
| 1956                          | Lamar McHan (10) / Jim Root (2)                                        |                    | [ 61 ] |
| 1955                          | Lamar McHan (11) / Ogden Compton (1)                                   |                    | [ 62 ] |
| 1954                          | Lamar McHan (11) / Steve Romanik (1)                                   |                    | [ 63 ] |
| 1953                          | Jim Root (6) / Steve Romanik (4) / Ray Nagel (2)                       |                    | [ 64 ] |
| 1952                          | Charley Trippi (10) / Don Panciera (1) / Frank Tripucka (1)            |                    | [ 65 ] |
| 1951                          | Charley Trippi (6) / Jim Hardy (4) / Frank Tripucka (2)                |                    | [ 66 ] |
| 1950                          | Jim Hardy (10) / Frank Tripucka (2)                                    |                    | [ 67 ] |
| 1949                          | Paul Christman (7) / Jim Hardy (5)                                     |                    | [ 68 ] |
| 1948                          | Ray Mallouf                                                            | Ray Mallouf (1)    | [ 69 ] |
| 1947                          | Paul Christman                                                         | Paul Christman (1) | [ 70 ] |
| 1946                          | Paul Christman                                                         |                    | [ 71 ] |
| 1945                          | Paul Christman                                                         |                    | [ 72 ] |
| 1944                          | John Grigas                                                            |                    | [ 73 ] |
| 1943                          | Ronnie Cahill                                                          |                    | [ 74 ] |
| 1942                          | Bud Schwenk                                                            |                    | [ 75 ] |
| 1941                          | Ray Mallouf                                                            |                    | [ 76 ] |
| 1940                          | Hugh McCullough                                                        |                    | [ 77 ] |
| 1939                          | Jack Robbins                                                           |                    | [ 78 ] |
| 1938                          | Jack Robbins                                                           |                    | [ 79 ] |
| 1937                          | Pat Coffee                                                             |                    | [ 80 ] |
| 1936                          | Pug Vaughan                                                            |                    | [ 81 ] |
| 1935                          | Phil Sarboe                                                            |                    | [ 82 ] |
| 1934                          | Phil Sarboe                                                            |                    | [ 83 ] |
| 1933                          | Joe Lillard                                                            |                    | [ 84 ] |
| 1932                          | Walt Holmer                                                            |                    | [ 85 ] |
| 1931                          | Walt Holmer                                                            |                    | [ 86 ] |
| 1930                          | Bunny Belden                                                           |                    | [ 87 ] |
| 1929                          | Don Hill                                                               |                    | [ 88 ] |
| 1928                          | Hal Erickson                                                           |                    | [ 89 ] |
| 1927                          | Roddy Lamb                                                             |                    | [ 90 ] |
| 1926                          | Hal Erickson                                                           |                    | [ 91 ] |
| 1925                          | Paddy Driscoll                                                         |                    | [ 92 ] |
| 1924                          | Arnie Horween                                                          |                    | [ 93 ] |
| 1923                          | Arnie Horween                                                          |                    | [ 94 ] |
| 1922                          | Arnie Horween                                                          |                    | [ 95 ] |
| 1921                          | Paddy Driscoll                                                         |                    | [ 96 ] |
| 1920                          | Paddy Driscoll                                                         |                    | [ 97 ] |